# Calliphora uralensis
Calliphora uralensis – gatunek muchówki z rodziny plujkowatych i podrodziny Calliphorinae.
Gatunek ten opisany został w 1922 roku przez Josepha Villeneuve.
Muchówka ta ma czarną głowę ze zwykle żółtymi: twarzą, parafacialiami i przodem policzków. Oprószenie parafacialiów jest jednolite, białawożółte do złociście żółtego. U samca czoło jest półtora raza szersze niż odległość między tylnymi przyoczkami. Potylica zaopatrzona jest w kilka rzędów czarnych szczecin. Chetotaksja tułowia odznacza się obecnością 4 par szczecinek tarczkowych brzeżnych. Łuseczki skrzydłowa i tułowiowa są przyciemnione, przy czym u tej drugiej przyciemnienie sięga krawędzi. Skrzydła cechuje czarna bazykosta. U samicy piąty tergit odwłoka jest mniej więcej tak długi jak czwarty i słabiej wcięty na tylnym brzegu niż u C. loewi.
Owad palearktyczny. W Europie znany z Irlandii, Wielkiej Brytanii, Islandii, Norwegii, Szwecji, Finlandii, Niemiec, Szwajcarii, Austrii, Włoch, Polski, Czech, Słowacji, Węgier, Litwy, Rosji, Białorusi, Ukrainy, Rumunii i Bułgarii.